# 若桜杉
若桜杉（わかさすぎ）は、鳥取県東部の八頭郡若桜町一帯が産地の杉。若桜杉は皇居の豊明殿の天井板に使用されている。

## 概要

### 所在地
若桜町は鳥取県の東南端に位置し、兵庫県と岡山県の県境に接しており、面積は約200平方キロメートルあり、95パーセントが山林の町。

### 森林の歴史
元禄、享保（1688年から1735年）年代から伐採跡地にスギの植林が行われる。国が明治末期から国有林の造林を奨励し、国や県が行う分収造林施策等を進めたことや第二次世界大戦後の1956年（昭和31年）から50年の間に植林が盛んに行われたことで、20年間に約4,500haが植林された。
また、木材の搬出は明治後期まで筏流しによって運搬する方法が用いられていたが昭和50年代には、2億5千万円に上る林業構造改善事業による林道整備が進められた結果、陸上交通手段が主体となる。また、1966年（昭和41年）に伐採された若桜杉が、皇居豊明殿の天井板として用いられたことで育林技術が高く評価された。

### 特徴
土質が花岡岩の風化土壌で急傾斜地が多く水はけが良いため、心材の赤色が若干うすく、年輪が硬い傾向にある。一般に樹齢約150年生以上の無節材を銘木と呼び、長押、鴨居、天井板などに使われる。また、建具材としても障子の枠、桟、腰板などにも使われる。